# Кошторис доходів і видатків бюджетної установи
Кошторис доходів і видатків бюджетної установи, організації є основним плановим документом, який підтверджує повноваження щодо отримання доходів та здійснення видатків, визначає обсяг і спрямування коштів для виконання нею своїх функцій та досягнення цілей, визначених на рік відповідно до бюджетних призначень.
Кошторис бюджетних установ має такі складові частини:
- загальний фонд,  який  містить обсяг надходжень із загального фонду  бюджету  та  розподіл  видатків   за   повною   економічною класифікацією  видатків  на  виконання бюджетною установою основних функцій або розподіл надання кредитів з бюджету за класифікацією кредитування бюджету;
- спеціальний фонд,    який   містить   обсяг   надходжень   із спеціального фонду бюджету на конкретну мету  та  їх  розподіл  за повною    економічною   класифікацією   видатків   на   здійснення відповідних  видатків  згідно із  законодавством,  а   також   на реалізацію пріоритетних заходів, пов'язаних з виконанням установою основних функцій,  або розподіл надання кредитів з бюджету  згідно із законодавством за класифікацією кредитування бюджету.

Форма кошторису затверджується Мінфіном.